# Бирмингем (Мичиган)
Бирмингем (англ. Birmingham) — город в округе Окленд, штат Мичиган, на северной стороне городской агломерации Детройта. Расположен в Вудуард-Корридоре, с Блумфилд-Хилс на северо-западе и Ройал-Ок на юго-востоке. Согласно переписи 2010 года, население составляло 20 103 жителя.

## История
Территория, включающая в себя то, что сейчас является городом Бирмингемом, была частью земли, переданной индейскими племенами правительству Соединённых Штатов в соответствии с Детройтским договором 1807 года. Тем не менее урегулирование было отложено из-за войны 1812 года. Впоследствии генеральный инспектор Соединённых Штатов Эдвард Тиффин сделал неблагоприятный отчёт о размещении воинских земель для ветеранов войны 1812 года. В отчёте Тиффина утверждается, что из-за болота в этой области «не будет акра из ста, если будет один из тысячи, который в любом случае допустит культивирования». В 1818 году губернатор территории Льюис Касс возглавил группу людей вдоль Индейской тропы. Партия губернатора обнаружила, что болото не такое обширное, как предполагал Тиффин. Вскоре после того, как Касс выпустил более обнадеживающий отчёт о земле, интерес к её пригодности для поселения ускорился.

## География
По данным Бюро переписи населения США, общая площадь города составляет 12,43 км2, из которых 12,41 км2 — суша, 0,03 км2 — вода.

## Демография

### Перепись 2010 года
По данным переписи 2010 года в городе проживало 20 103 человека, имелось 9 039 домохозяйств и 5 307 семей. Плотность населения составляла 1 620,4 чел./км2. Было 9 979 единиц жилья со средней плотностью 804,4 единицы на 1 км2. Картина расового состава населения была такова: 92,3 % белых, 3,0 % афроамериканцев, 0,1 % коренных американцев, 2,5 % азиатов, 0,4 % других рас и 1,6 % метисов от двух или более рас. Испаноязычные (латиноамериканцы или испанцы) любой расы составляли 2,1 % жителей.

## Инфраструктура

### Транспорт
Основная статья: Транспорт столичного Детройта
В XXI веке Управление пригородного движения для региональных перевозок (SMART) и Региональное управление транзита (RTA) осуществляют местные и региональные автобусные перевозки.